# Rivoluzione occidentale
La rivoluzione occidentale o atlantica è la teoria storiografica dello storico francese Jacques Godechot (1907-1989) secondo la quale nel periodo compreso dal 1776 al 1848, cioè dagli anni della Rivoluzione americana a quelli della Rivoluzione europea della primavera dei popoli, sulle due sponde dell'Atlantico, si svolse «un'unica grande rivoluzione occidentale atlantica»

## La pubblicazione della teoria

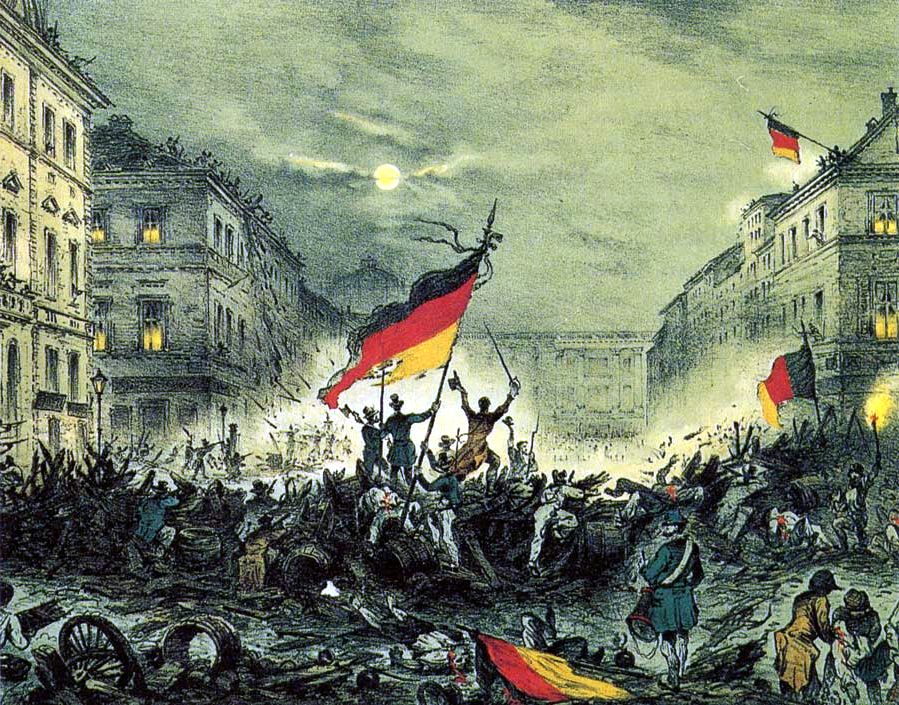
La rivoluzione del 1848 a Berlino

Questa tesi storiografica fu presentata da Godechot al pubblico degli studiosi insieme allo storico statunitense Robert R. Palmer a Roma nel 1955, al "X Congresso internazionale di scienze storiche".
Robert R. Palmer, infatti era giunto, per altre vie, alle stesse conclusioni di Godechot che, nella compilazione della tesi di dottorato dal titolo "Les commissaires aux armées sous le Directoire", con relatore Albert Mathiez, pubblicata a Parigi nel 1937 e nel 1941, sosteneva «che la rivoluzione non fosse un fenomeno unicamente francese ma molto più vasto» e che «i movimenti rivoluzionari nella maggior parte dei paesi europei alla fine del XVIII secolo non fossero conseguenza soltanto dell'"influenza" delle idee francesi e dell'esempio francese, ma fossero dovuti a delle cause locali, e ad altre più generali, comuni a tutta l'Europa occidentale, in particolare la crisi del regime feudale.». Dopo la morte di Mathiez avvenuta nel 1932, la sua tesi di una crisi economica generale nell'Europa prerivoluzionaria fu condivisa anche dallo storico Georges Lefebvre.
Scriveva ancora Godechot nel 1956 ne La Grande Nation che la Rivoluzione francese non era «che un aspetto d'una rivoluzione occidentale, o più esattamente atlantica, che cominciò nelle colonie inglesi d'America poco dopo il 1763 e, prima di raggiungere la Francia tra il 1787 e il 1789, si sviluppò nelle rivoluzioni della Svizzera, dei Paesi Bassi e dell'Irlanda. Dalla Francia essa ritornò ai Paesi Bassi, guadagnò la Germania renana, la Svizzera, l'Italia, Malta, il Mediterraneo orientale e l'Egitto.» 
Come Palmer, Godechot ribadiva nell'opera Les Révolutions che il "caso" francese andava considerato non «come un fenomeno particolare, isolato, nazionale, ma come un episodio, il più importante senza dubbio, di una grande rivoluzione»; «queste "rivoluzioni a catena"» negli stati situati sulle due rive dell'Atlantico potevano considerarsi come «l'espressione di una sola ed unica rivoluzione, la rivoluzione "liberale" o "borghese", le cui cause profonde e generali furono le stesse in tutti i paesi variando solamente in funzione delle particolari condizioni incontrate nell'uno o nell'altro». Come era stato dimostrato dagli studi di Ernest Labrousse e di Georges Lefebvre in tutta l'Europa di fine secolo, si era manifestata una crisi economica che aveva costituito una delle premesse dello scoppio delle singole rivoluzioni.

## Le cause dell'unica rivoluzione occidentale
Le ragioni che secondo Godechot provocarono «una profonda rivoluzione economica, industriale, agricola, sociale» possono essere indicate in questi elementi comuni nelle "rivoluzioni a catena":
- la diffusione delle idee illuministiche;
- i contrasti tra classi sociali;
- la situazione economica, caratterizzata da aumento dei prezzi, diminuzione del potere d'acquisto per operai salariati e braccianti, carestie, che motiva le masse alla rivoluzione;
- incremento demografico che aggrava la congiuntura economica.

Rimanevano fuori da questa rivoluzione occidentale:
- l'Austria che aveva avuto l'opera riformatrice del sovrano illuminato Giuseppe II,
- la Prussia di Federico II con le sue riforme paternalistiche, secondo i dettami illuministici:

- la Russia, dove più che l'opera della pseudo riformatrice, la zarina Caterina II, era valsa ad evitare la rivoluzione la completa assenza di una classe borghese russa.
- E infine la Spagna, rimasta ferma ad una condizione semifeudale aggravata dall'oscurantismo della Chiesa spagnola.

## Le tesi storiografiche contrastanti
La teoria storiografica di Godechot trovava conforto negli studi degli storici francesi Mathiez, (che aveva guidato Godechot nella compilazione della sua tesi di dottorato), Ernest Labrousse e di Georges Lefebvree e degli storici statunitensi Robert R Palmer, Carl Bridenbaugh, Jackson Turner Main, Bernard Bailyn, Richard Morris, che si rifanno all'opera fondamentale The American Revolution Considered as a Social Movement, pubblicato nel 1926 da John Franklin Jameson, trova degli oppositori nella storiografia americana che considera la Rivoluzione americana fuori dagli schemi illuministici del 1789 francese e per questo non includibile in quella unica Rivoluzione occidentale di cui la rivolta dei coloni americani avrebbe costituito l'inizio. Questo sarebbe comprovato dal fatto che i coloni ribelli misero in atto una rivoluzione legalitaria tendente cioè, ad ottenere quei diritti di rappresentanza parlamentare già garantiti ai sudditi inglesi e dai quali essi, sebbene altrettanto contribuenti del fisco di Sua Maestà britannica, erano esclusi. Essi cioè si rifacevano per giustificare la loro ribellione alla violazione da parte della madrepatria del principio parlamentare inglese di nessuna tassazione senza rappresentanza.
Secondo questi storici statunitensi un altro motivo di non appartenenza della Rivoluzione americana alla Rivoluzione atlantica, teorizzata da Godechot, è che, a differenza della Rivoluzione francese, caratterizzata dalla presenza di uno spirito universale indirizzato al rinnovamento dell'umanità, in quella americana, nella sua solenne proclamazione dei diritti inalienabili, questi fanno riferimento essenzialmente al libero popolo delle repubbliche americane che tengono a distinguersi dalle "tiranniche monarchie europee". La rivoluzione americana sarebbe stata quindi, fatta dagli americani per gli americani, secondo quello spirito isolazionistico che caratterizzerà la futura storia degli Stati Uniti sino alla prima guerra mondiale.